# Verifiable Legal Entity Identifier
Verifiable Legal Entity Identifier (vLEI), är en del inom det bredare LEI-systemet och utformat för automatisk validering. Systemet möjliggör en verifierbar digital identitet för organisationer globalt och hanteras av Global Legal Entity Identifier Foundation (GLEIF). vLEI är en kryptografiskt säkrad motsvarighet till en traditionell Legal Entity Identifier (LEI).

## Bakgrund
LEI-systemet infördes ursprungligen som svar på den globala finanskrisen 2008 för att identifiera juridiska enheter som deltar i finansiella transaktioner. vLEI representerar nästa steg i denna utveckling, med fokus på digital verifierbarhet.

### Huvudkomponenter
Utöver att identifiera organisationer kopplar vLEI-systemet individer till organisationer genom specifika referenser:
- Official Organisation Role (OOR)-referens: Denna referens länkar elektroniskt individer till organisationer baserat på officiella befattningar, som VD, styrelseledamot eller andra auktoritativa roller.
- Engagement Context Role (ECR)-referens: Till skillnad från OOR, som fokuserar på officiella roller, erbjuder ECR en mer flexibel metod, vilket gör att organisationer kan definiera anpassade roller baserade på specifika sammanhang eller engagemang.

## Betydelse
vLEI-referenser spelar en central roll för att förbättra säkerheten i digitala interaktioner, minska risken för bedrägeri och effektivisera olika affärsprocesser genom att erbjuda en tydlig och verifierbar koppling mellan individer och organisationer.